# Xiaohe

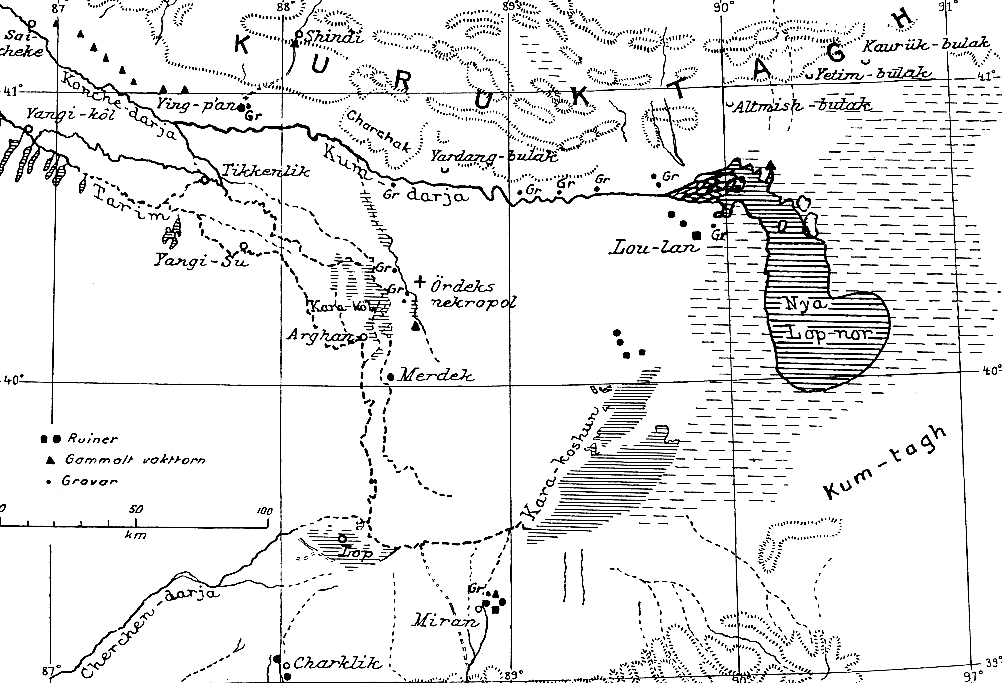
Landkarte von Folke Bergman aus dem Jahr 1935 mit den hauptsächlichen archäologischen Funden von Sven Hedin, Aurel Stein und der Chinesisch-Schwedischen Expedition 1927–1933 in der Wüste Lop Nor in Xinjiang, China.
Übersetzungen: Ruiner=Ruinen von Siedlungen und Festungen aus der Zeit vor 330. Gammalt vakttorn=Ruinen von Signaltürmen der Chinesischen Mauer. Gravar=Grabstätten aus der Zeit 2000 v. Chr. bis 330. Bulak=Brunnen (seit 1971 ausgetrocknet). Ördeks nekropol=Xiaohe. Nya Lop-nor=See Lop Nor, der in den Jahren 1921–1971 bestand, von der Chinesisch-Schwedischen Expedition vermessen wurde und dann austrocknete. Im Südteil des ehemaligen Sees ist seit 1971 die Helix ausgetrocknet.

Xiaohe (chinesisch 小河墓, Pinyin Xiao He Mu – „Gräber am Kleinen Fluss“) ist eine bedeutende frühbronzezeitliche Nekropole aus der Zeit um 2000 v. Chr. im Kreis Qakilik im Mongolischen Autonomen Bezirk Bayinguoleng in Xinjiang im Westen von China. Dieselbe Fundstelle meinen auch die ehemaligen Namen Ördeks Totenstadt, Ördeks Nekropole, Cemetery 5 und Gräberfeld No. 5. Xiaohe liegt 175 km westlich von Loulan, 36 km nordöstlich der Stadt Alagan Zhen und 60 km südlich des Flusses Kum-darja in der Wüste Lop Nor in der Nähe des ausgetrockneten „Kleinen Flusses“ (chinesisch xiao he), der der Fundstelle den Namen gegeben hat.

## Fundgeschichte
Der Uigure Ördek entdeckte die Fundstelle 1924. Ördek hatte Sven Hedin in den Jahren 1899 bis 1901 bei dessen zweiter Expedition begleitet und war dabei auf die Ruinen von Loulan gestoßen. Als er erfuhr, dass Sven Hedin 1934 bei seiner Chinesisch-Schwedischen Expedition wieder zur Wüste Lop Nor gekommen war, besuchte ihn Ördek und teilte ihm seine Entdeckung der Nekropole mit. Sven Hedin schreibt folgendes über Ördeks Bericht: Seine letzte Wanderung vor ungefähr zehn Jahren, also 1924, hatte ihn östlich über meinen alten im Jahre 1896 entdeckten, aber jetzt ausgetrockneten See Awullu-köl hinausgeführt. Eine Tagereise weit in die Wüste hinein hatte Ördek wunderbare Dinge gefunden. An einer Stelle hatte er eine Totenstadt gesehen, wo unzählige Särge aus festem Holz in zwei Schichten übereinander aufgestapelt standen. Er hatte mehrere Särge geöffnet. Die Innenseiten waren reich geschnitzt und bemalt. Außer den wohlerhaltenen, mit prächtigen Seidengewändern bekleideten Leichen enthielten die Särge auch eine Menge Papierblätter mit einer seltsamen Schrift und mit bunten Ornamenten verziert. In einiger Entfernung hatte er ein Haus mit offener Tür gesehen. Durch eine Fensteröffnung bemerkte er einen blendenden Lichtschein und erschrak so, dass er nicht wagte, näher zu gehen.
Nach Ördeks Fundbericht fanden die schwedischen Expeditionsteilnehmer Folke Bergman und Georg Söderbom 1934 am Kleinen Fluss (chinesisch: Xiaohe) neben weiteren Gräbern auch den Cemetery 5, der später von chinesischen Archäologen Xiaohe genannt wurde. Eine langfristige Wirkung der Grabungen in Ördeks Nekropole entstand durch Bergmans Publikation 7 in den Reports: Archaeological researches in Sinkiang. Especially the Lop-Nor Region.
Als dieser Band nach Jahrzehnten in die chinesische Sprache übersetzt worden war, führten chinesische Archäologen des Archäologischen Instituts Xinjiang und der Universität Jilin in den Jahren 2002 bis 2005 zahlreiche Grabungen an den Fundorten durch, die während der Chinesisch-schwedischen Expedition entdeckt und von Folke Bergman dokumentiert waren. Bei den Grabungen legten sie frühbronzezeitliche Friedhöfe frei, in deren Särgen bis zu 4000 Jahre alte Mumien lagen. Dabei bestätigte sich die Vermutung von Folke Bergman, dass das östliche Tarimbecken vor über 4000 Jahren von Menschen mit europäischem Aussehen (engl.: „Caucasian race“), möglicherweise den späteren Tocharern, besiedelt worden war, deren indogermanische Vorfahren aus Europa stammten. 
Diese Grabung gehörte in China zu den Top Ten der archäologischen Funde 2004.
Da in der Wüste Lop Nor ständig Raubgrabungen durchgeführt werden, die nicht verhindert werden können, legte die chinesische Regierung hier ab 2006 einen der Schwerpunkte ihrer archäologischen Forschung, um die übrigen von Folke Bergman beschriebenen über 80 Fundstätten zu ergraben, zu sichern und zu dokumentieren. Dies ist ein nachträglicher Erfolg der Forschungen von Folke Bergmann.